# Jaqen H'ghar
Jaqen H'ghar é uma personagem fictícia  da série de livros de fantasia A Song of Ice and Fire, do escritor norte-americano George R. R. Martin, e de sua adaptação televisiva Game of Thrones. Introduzido no segundo livro da série, A Clash of Kings (1998), ele aparece novamente em A Feast for Crows (2005), e é mencionado em mais dois livros da saga, A Storm of Swords (2000) e A Dance with Dragons (2011). Um homem misterioso, na verdade ele é apenas a identidade assumida de um dos Homens Sem Face, uma organização de sinistros assassinos da Cidade Livre de Braavos, no continente fictício de Essos, que tem a habilidade de mudar sua aparência conforme sua vontade. Na série televisiva ele é interpretado pelo ator alemão Tom Wlaschiha.

## Perfil
Jaqen H'ghar é em sua primeira aparição descrito como um homem de cabelos longos, metade vermelhos, metade brancos. Depois, muda sua aparência para alguém de longo nariz curvo como um gancho, dentes de ouro, cicatriz no rosto e cabelos escuros. Não se sabe se esta aparência é a sua real ou mais um disfarce.  Ele fala da maneira habitual dos naturais da cidade de  Lorath, omitindo nomes e evitando a primeira e a segunda forma de pronomes gramaticais.  Após a persona de Jaqen não lhe ser de mais utilidade, o Homem Sem Face muda de aparência e diz a Arya Stark que a treinará para ser um deles se ela o seguir até Braavos. Arya acaba indo a Braavos, procurando Jaqen e o encontrando, passando a ser treinada por ele. Ela completa seu treino quando mata A Órfã e Jaqen então a considera como sendo completamente "Ninguém".[carece de fontes?]

## Biografia

### Série literária

#### A Clash of Kings
Jaqen H'ghar é parte do grupo de recrutas de  Yoren, um patrulheiro jurado da Patrulha da Noite, levado de Porto Real para se juntar à Patrulha, no Norte de Westeros, após a execução de Ned Stark. Ele é um dos três prisioneiros encontrados nas infames "celas negras", os calabouços da Fortaleza Vermelha reservados para guardar os piores criminosos. Os outros criminosos destas celas, Rorge e Biter, tem medo dele. Enquanto está sendo escoltado para A Muralha dentro da gaiola de uma carroça, ele trata Arya Stark de modo obsequioso. Quando Ser Amory Lorch e seus homens atacam o grupo, Arya o liberta da cela móvel, salvando-o e aos dois outros prisioneiros de morrerem queimados. Em Harrenhal, Jaqen novamente a encontra, também agora presa, e diz que lhe deve três mortes à sua escolha por tê-lo salvado e compensar as três mortes que ela roubou ao Deus Vermelho R'hllor. Arya então aceita a oferta e o usa para eliminar dois de seus inimigos em Harrenhal. Ele porém rejeita seu pedido para ajudá-la a sair dali. Ameaçando-o em ser escolhido como a terceira vítima, Arya acaba forçando-o a ajudar a libertar os soldados do Norte presos na fortaleza. Assim que seu débito é pago, Jaqen prepara sua própria fuga mas antes de desaparecer lhe dá uma estranha moeda de ferro e a instrui a entregá-la a qualquer homem de Braavos dizendo a frase "Valar Morghulis" caso algum dia precise de ajuda. Ele então anuncia que Jaqen H'ghar precisa morrer e passando a mão sobre o rosto, ele magicamente se transforma numa outra face, com um nariz adunco e a boca com dentes de ouro. 

#### A Feast for Crows
Um homem que diz ser um alquimista e tem a mesma nova face de Jaqen H'ghar, chega a Oldtown, na Campina de Westeros. Ele mata Pate, um inepto noviço na Cidadela que tem dificuldade para completar o primeiro elo da corrente dos Meistres. Mais tarde, quando Samwell Tarly chega à Cidadela, ele recebe as boas-vindas de um noviço que se apresenta como Pate e que, para o mundo exterior, tem a aparência do mesmo Pate morto.

### Série de televisão

#### 1ª temporada (2011)
Jaqen H'ghar é um criminoso das Cidades Livres, preso pelos Guarda da Cidade de Porto Real e jogado nos calabouços da Fortaleza Vermelha. Quando a Patrulha da Noite chega procurando novos recrutas, o patrulheiro Yoren recebe permissão do Mão do Rei, Lorde Ned Stark, para ir as masmorras e conseguir qualquer prisioneiro que faça o juramento de servir a Patrulha. Ele escolhe Jaqen como potencial candidato, assim como dois outros assassinos das "celas negras", Biter e Rorge. Mais tarde, Jaqar está no grupo que parte de Porto Real para A Muralha, junto com Torta Quente, Gendry, Loomy Mãos Verdes e Arya Stark, que, ajudada por Yeros, está fugindo escondida de volta a Winterfell, após a execução de seu pai. Como os patrulheiros estão viajando para tão longe com tão poucos homens, Jaqen e os outros criminosos são mantidos dentro de uma gaiola trancada no fundo dos vagões.

#### 2ª temporada (2012)
O grupo de patrulheiros e prisioneiros é atacado por Capas Douradas da Casa Lannister que vieram atrás de Gendry, um filho bastardo do rei Robert Baratheon. Na luta que se segue, Arya salva Jaqen e os outros prisioneiros de morrerem queimados depois que uma tocha é atirada na gaiola, jogando-lhe um machado para que arrebente a tranca. Os sobreviventes são feitos prisioneiros, incluindo Arya e Jaqen, e levados para Harrenhal. A cada dia um deles é torturado por homens a serviço de Ser Gregor Clegane, para obter informações sobre Gendry, que se encontra ali mas não tem sua identidade descoberta. Tywin Lannister chega à Fortaleza e interrompe esta brutalidade, depois escolhendo Arya, também de identidade desconhecida deles, como sua servente à mesa. Jaqen reencontra Arya na fortaleza, agora disfarçado como um soldado Lannister, e lhe diz que está em débito por ela ter salvo sua vida, mandando-a escolher três pessoas que gostaria de ver mortas, porque ela tomou de volta a vida de três homens (Jaqen e os outros dois assassinos) destinadas ao Deus Vermelho. Arya escolhe o torturador "Cócegas", que pouco depois é encontrado com o pescoço quebrado. Ela vê à distância Jaqen tocar o queixo com um dedo, indicando que um débito foi pago; em seguida, Jaqen mata o segundo escolhido por Arya, Ser Amory Lorch, o líder dos Capas Douradas que os aprisionaram no caminho. Lorch está desconfiado de Arya e Jaqen o mata com um dardo envenenado antes que ele possa levar suas suspeitas a Tywin Lannister. Arya então pede que Jaqen os ajude a fugir dali, o que ele nega, por não fazer parte do acordo; ela então diz que quer que ele próprio seja a terceira vítima, se não a ajudar. Relutantemente, ele então ajuda Arya e seus amigos a fugirem de Harrenhal, matando todos os guardas da sentinela noturna, permitindo que eles escapem pelos portões. Arya, Gendry e Torta Quente veem Jaqen próximo numa colina e ele oferece a Arya segui-lo até Braavos, onde ele lhe ensinará os segredos dos Homens Sem Rosto. Arya recusa dizendo que precisa encontrar sua família, então Jaqen lhe dá um moeda de ferro e lhe diz que se algum dia quiser encontrar-se com ele a entregue a qualquer homem de Braavos dizendo as palavras "Valar Morghulis" e que "Jaqen H'ghar está morto". Quando ele se volta para Arya sua face mudou e ele desaparece.

#### 5ª temporada (2015)
Em Braavos, após ser deixada em frente à Casa do Preto e Branco, Arya bate na porta do edifício ancestral. Um velho homem abre a porta, ela pergunta por Jaqen H'ghar e tem como resposta que não há ninguém ali com este nome. Depois de muito esperar do lado de fora, o mesmo Homem Sem Rosto a leva para dentro e antes de cruzarem os portões ele se revela com a aparência de Jaqen, mas diz a Arya que ele não é Jaqen mas "Ninguém", o que todos os Homens Sem Rosto são, e que ela precisa aprender a também ser uma "Ninguém". Ele a coloca para trabalhar na limpeza diária do templo até decidir que chegou a hora de começar seu treinamento mas que antes ela precisa se livrar de todas as suas posses de sua vida anterior, o que ela faz, mas esconde sua espada "Agulha" num buraco secreto na escadaria do porto. Quando Arya retorna, Jaqen a introduz nos recantos mais profundos do templo, mandando-a ajudar outra aprendiz, A Órfã, a limpar e lavar os corpos daqueles que vieram cometer suicídio no templo. Tempos depois, Jaqen introduz Arya no Salão das Mil Faces, uma grande câmara subterrânea que dispõe nas paredes os rostos de milhares de pessoas; todos os rostos foram tirados dos cadáveres que os acólitos lavavam no templo. Arya assume a identidade de Lanna, uma vendedora de de frutos do mar que Jaqen manda para o porto com um frasco de veneno matar um desonesto comerciante de seguros, o que ela não consegue fazer. Ao invés disso, Arya mata  Meryn Trant, a quem descobriu num bordel da cidade e foi um dos que tentaram matá-la após a execução de seu pai. Jaqen diz que ela falhou na missão e em consequência disto, Arya fica cega. 

#### 6ª temporada (2016)
Arya se transformou numa mendiga cega pelas ruas de Braavos, atormentada diariamente pelA Órfã que lhe bate com um vara. Certo dia, após ser novamente batida,  Arya tenta acertá-la de volta com seu bastão, mas o movimento é interrompido no ar por Jaqen, que a estava observando. Ele promete a Arya que se ela disser seu nome ele lhe dará abrigo, roupas e restaurará sua visão. Arya resiste à tentação e diz que não tem nome. Satisfeito, ele a leva consigo de volta, tirando-a das ruas. De volta ao templo, Jaqen observa as duas lutando  e fica satisfeito em ver que mesmo cega ela consegue se defender. Ele novamente oferece a Arya devolver sua visão se ela disser seu nome mas ela novamente refuta dizendo que "uma menina não tem nome". Ele a conduz até uma fonte e lhe manda beber um copo d'água, que lhe restaura a visão. Jaqen dá a Arya a missão de matar Lady Crane, uma atriz de uma trupe de artistas, e deixa implícito que a falha nesta missão pode significar sua própria morte. Arya reconhece sua vítima numa apresentação caricata da Guerra dos Cinco Reis e nota que ela é a única que bebe de uma determinada garrafa de vinho durante a peça. Ela então planeja envenenar sua bebida durante uma próxima apresentação, mas  quando, arrependida, ela evita que Lady Crane beba do vinho, Jaqen ordena à Órfã que a mate. Jaqen anda pelo átrio da Casa do Preto e Branco e nota sangue pelo chão. Ele segue a trilha de sangue até o Salão das Mil Faces e vê que ela para sob um novo rosto na parede, o rosto da Órfã. Arya surge de trás dele e aponta sua espada "Agulha" para seu peito. Jaqen não oferece resistência e mesmo anda em direção à ponta de espada. Embora ela rejeite os princípios dos Homens Sem Rosto e reivindique sua verdadeira identidade, Jaqen está satisfeito com sua conduta, reconhecendo-a plenamente como uma "Ninguém" e a deixa partir.